# Tizzano Val Parma
Tizzano Val Parma est une commune italienne de la province de Parme, dans la région Émilie-Romagne.

## Administration
| Période                                  | Période  | Identité        | Étiquette | Qualité |
| ---------------------------------------- | -------- | --------------- | --------- | ------- |
| 08/06/2009                               | En cours | Amilcare Bodria |           |         |
| Les données manquantes sont à compléter. |          |                 |           |         |

### Hameaux
Albazzano, Antognola, Anzolla, Boschetto, Capoponte, Capriglio, Carobbio, Carpaneto, Casa Galvani, Casale di Vezzano, Casola, Costa, Groppizioso, Groppo, Isola, Lagrimone, Madurera, Moragnano, Musiara Inferiore, Musiara Superiore, Pianestola, Pietta, Pratolungo, Reno, Rusino, Schia, Treviglio.

### Communes limitrophes
Corniglio, Langhirano, Neviano degli Arduini, Palanzano.